# Gunnar Ekelöf
Gunnar Ekelöf (n. 15 septembrie 1907 - d. 16 martie 1968) a fost un poet suedez.

## Opera
- 1932: Târziu, pe pământ ("Sent på jorden");
- 1933: Suprarealismul francez ("Fransk surrealism");
- 1934: Dedicație ("Dedikation");
- 1934: O sută de ani de poezie franceză modernă ("Hundra år modern fransk dikt");
- 1938: Cumpărați cântecul orbului ("Köp den blindes sång");
- 1941: Promenadă ("Promenander");
- 1951: În toamnă ("Om hösten");
- 1959: Operă nesigură ("Opus incertum");
- 1960: Elegie pentru Mölna ("En Mölna-elegi");
- 1960: Afinități elective ("Valfrändskaper");
- 1965: Diwan pentru prinții din Emgion ("Diwan över Fursten av Emgión");
- 1966: Călăuză spre infern ("Vägvisare till underjorden");
- 1967: Legendă despre Fatumeh ("Sagan om Fatumeh");
- 1969: Partitură ("Partitur");
- 1971: O autobiografie ("En självbiografi");
- 1973: O voce ("En röst").